# Giuseppe Maria Bressa
Giuseppe Maria Bressa (al secolo Angelo Pietro; Venezia, 26 aprile 1742 – Portogruaro, 13 gennaio 1817) è stato un vescovo cattolico italiano.

## Biografia
Di origini patrizie, figlio di Pier Girolamo e di Orsola Morosini, iniziò la carriera ecclesiastica nel monastero benedettino di San Giorgio Maggiore dove ricevette un'educazione fondata sulla teologia positiva. Il 6 aprile 1765 fu ordinato sacerdote e divenne lui stesso lettore di filosofia e poi maestro di teologia.
Notato dal Senato veneziano, venne consacrato vescovo di Concordia il 18 luglio 1779, entrando in diocesi il 25 gennaio 1780. Nel corso del suo mandato si preoccupò di istruire il suo clero, chiedendo al Senato sussidi per il seminario che allora era l'unica scuola di tutta la giurisdizione. Il 30 gennaio 1789 emanò una circolare con cui inaspriva le norme per il conseguimento degli ordini sacri, obbligando gli aspiranti a svolgere corsi di filosofia, retorica e teologia. Infine, assunse presso il seminario alcuni valenti professori, tra i quali spicca il nome di Giovanni Politi.
All'inizio del 1793 istituì il Monte di Pietà di Portogruaro. Nella stessa città, qualche mese dopo, inaugurò il cantiere della concattedrale di Sant'Andrea che verrà ultimata solo nel 1833.
Alla vigilia della caduta della Serenissima il Bressa mantenne un atteggiamento conservatore e intransigente di fronte al crescente sentimento democratico; nel 1796, ad esempio, mise fine - con la sola forza della sua presenza - a una sedizione scoppiata di fronte al palazzo vescovile. Con l'istituzione della Repubblica Cisalpina, tuttavia, si dimostrò favorevole al nuovo regime filofrancese.
Dopo il trattato di Campoformio e l'annessione all'arciducato d'Austria cambiò nuovamente atteggiamento e si dichiarò favorevole agli Asburgo. Ma ancora, con l'arrivo di Napoleone e la fondazione del Regno d'Italia, si schierò dalla parte del nuovo governo tanto da ricevere da questo il titolo di barone. Nonostante questo atteggiamento altalenante, dopo la Restaurazione fu designato patriarca di Venezia, ma rifiutò l'incarico per la tarda età e per l'attaccamento alla sede di Concordia dove governava ormai da trentacinque anni.
Morì nel 1817 e fu sepolto nel monastero delle salesiane di San Vito al Tagliamento che aveva salvato dalle soppressioni napoleoniche.
Durante il suo episcopato mostrò una certa tendenza al giansenismo, ma è difficile stabilire quale fosse la sua effettiva posizione in proposito. Certamente fu ostile alla scolastica, al molinismo e al probabilismo e si accanì contro la corruzione del clero; ebbe inoltre legami con alcuni giansenisti, quali Giovanni Girolamo Calepio e François de Fitz-James. Di fatto, tuttavia, il Bressa non espose mai le sue idee apertamente e si astenne dal partecipare alle polemiche anticuriali e antipapali.

## Genealogia episcopale
La genealogia episcopale è:
- Cardinale Scipione Rebiba
- Cardinale Giulio Antonio Santori
- Cardinale Girolamo Bernerio, O.P.
- Arcivescovo Galeazzo Sanvitale
- Cardinale Ludovico Ludovisi
- Cardinale Luigi Caetani
- Cardinale Ulderico Carpegna
- Cardinale Paluzzo Paluzzi Altieri degli Albertoni
- Papa Benedetto XIII
- Papa Benedetto XIV
- Papa Clemente XIII
- Cardinale Marcantonio Colonna
- Cardinale Scipione Borghese
- Vescovo Giuseppe Maria Bressa, O.S.B.